# Caçador (militar)

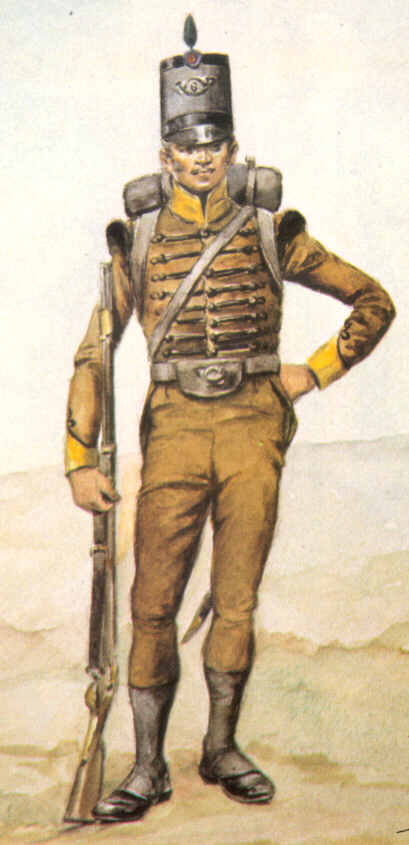
Soldado do Batalhão de Caçadores n.º 6 do Exército Português, em 1811.

Um caçador é um tipo de soldado de cavalaria ou de infantaria ligeira existente nas forças armadas de alguns países. Podem existir várias especialidades de caçadores, como os caçadores a pé, os caçadores a cavalo, os caçadores de montanha e os caçadores paraquedistas.
Historicamente, o termo "caçador" foi usado nos exércitos de vários países como Portugal e Brasil, Alemanha e Áustria (Jäger), França e Bélgica (chasseur), Espanha e Argentina (cazador), Suécia (jägare) e Roménia (vânător). Os exércitos de outros países designam as suas tropas equivalentes aos caçadores com outros termos como "riflemen" (Reino Unido), "bersaglieri" (Itália) e "evzones" (Grécia).

## História

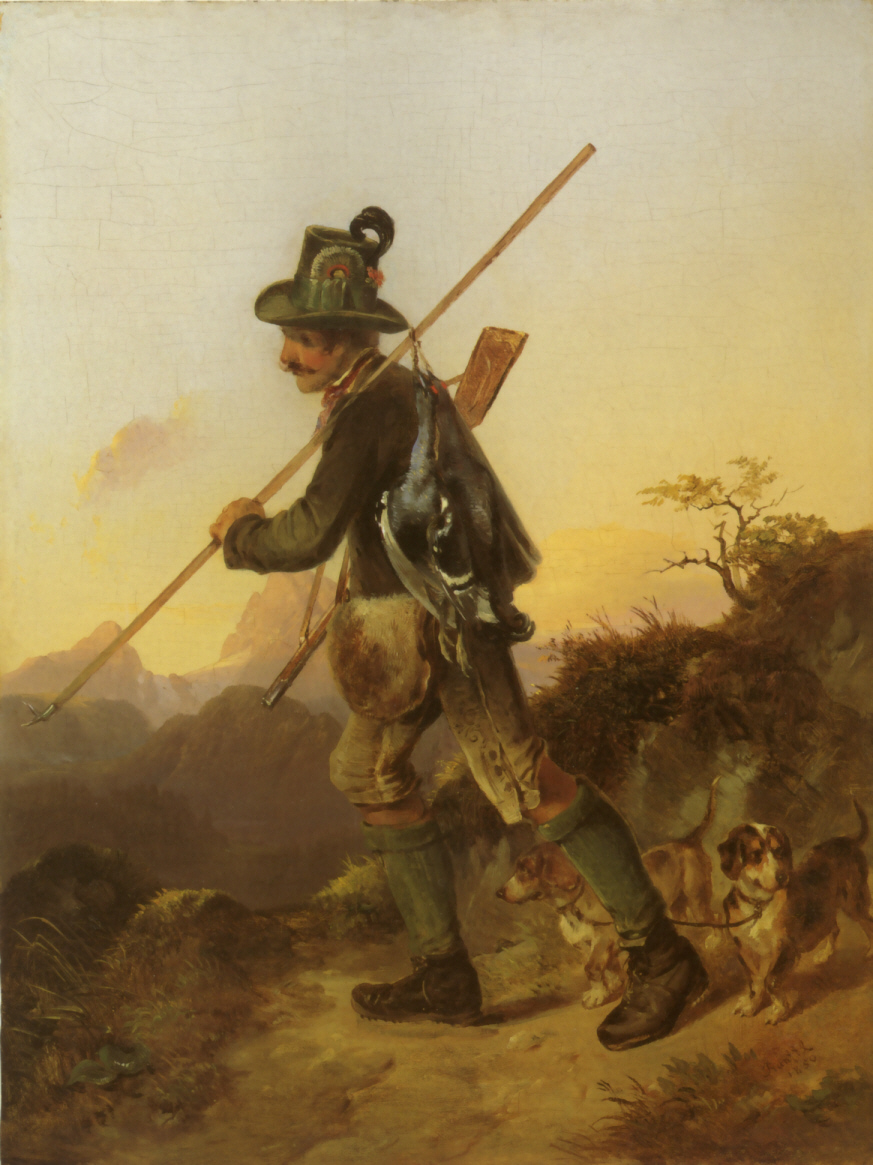
Típico caçador alemão, como os que formaram as primeiras tropas de Jägers no século XVII.

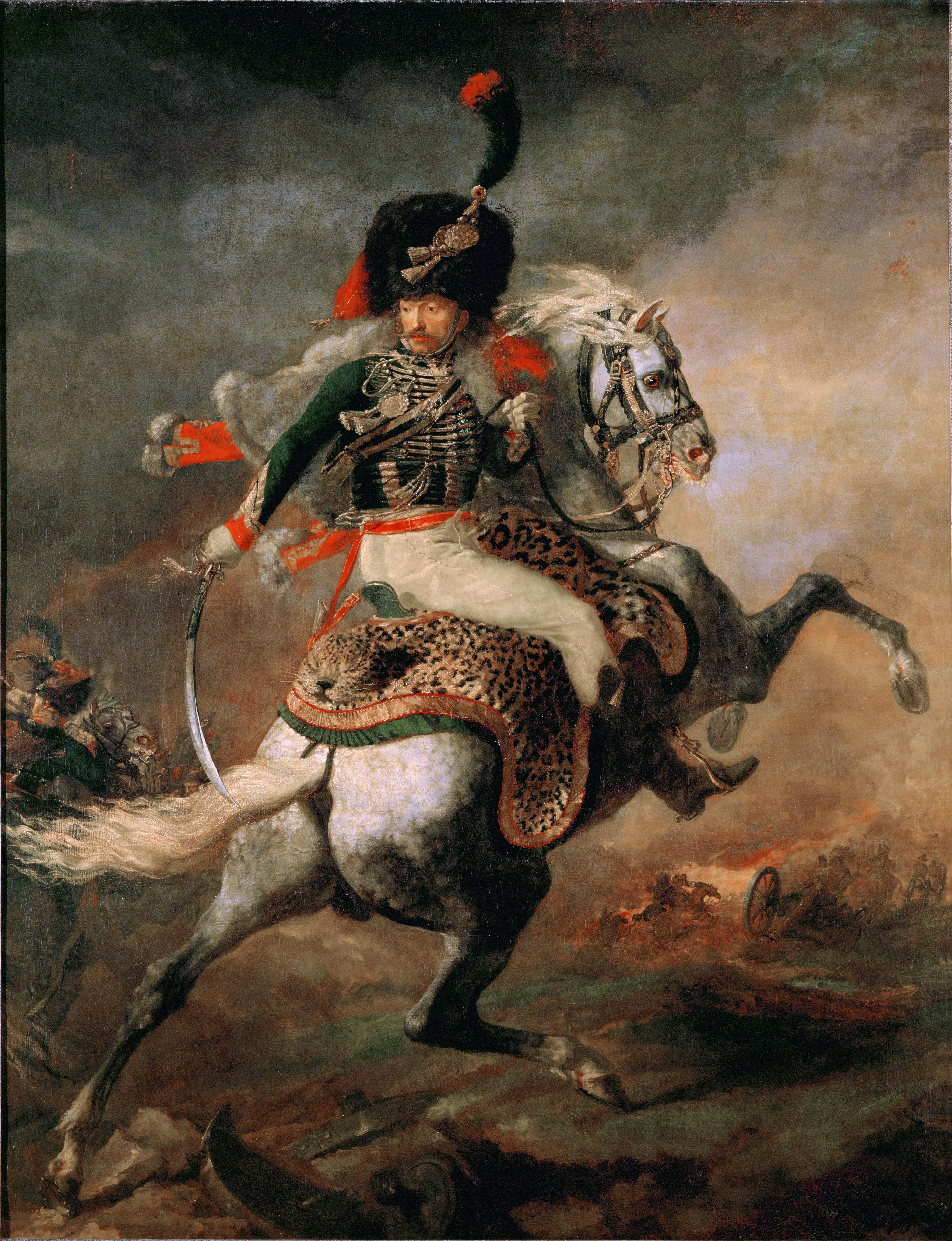
Caçador a cavalo do Exército Francês, na época das Guerras Napoleónicas.

Os antecessores dos caçadores foram os arqueiros e besteiros medievais, que tanto usavam as suas armas na caça de animais em tempo de paz, como as usavam para combate em tempo de guerra. Frequentemente, tal como os futuros caçadores, os arqueiros e besteiros combatiam em formações dispersas, efetuando tiros de precisão contra o inimigo.
Aparentemente, as primeiras tropas designadas "caçadores" (em alemão: Jägers) surgiram no Landgrave de Hesse-Kassel e talvez em outros estados da Alemanha, ainda na primeira metade do século XVII. Os Jägers eram, inicialmente, recrutados de entre caçadores, guardas florestais e guardas-caça, que se incorporavam com as suas armas de caça, as quais consistiam normalmente em carabinas de cano de alma estriada de grande precisão de tiro. Estas tropas eram sobretudo usadas como batedores, mensageiros e escaramuçadores em proveito dos corpos principais das tropas. Como, em princípio, eram donos das suas próprias armas, mantinham-se num elevado estado de prontidão, podendo desempenhar um papel crucial como milícia defensiva capaz de fazer imediatamente face a um ataque-surpresa e resistir o tempo necessário para a mobilização das tropas regulares que formariam o grosso do exército. Além disso, poderiam atuar como núcleos de tropas de guerrilha contra um invasor, em caso da ocupação do território. Para lá de hábeis atiradores, os Jägers eram também artesãos mecânicos, capazes de  manter e reparar as suas sensíveis carabinas estriadas. 
Já no século XVIII, outros exércitos iriam criar unidades de caçadores ou equivalentes. Em 1753, são criados os Chasseurs de Fischer (Caçadores de Fischer) no Exército Francês, os quais, juntamente com outras unidades de tropas ligeiras darão origem às companhias de chasseurs dos regimentos de infantaria de linha em 1776, aos regimentos de chasseurs à cheval (caçadores a cavalo) em 1779 e aos batalhões de chasseurs à pied (caçadores a pé) em 1784. Em 1755, no âmbito da milícia colonial da América Britânica, são criados os famosos Rangers de Roger e outras unidades eventuais de infantaria ligeira armada com armas estriadas (rifles), que estão na origem nos regimentos de rifles do Exército Britânico, criados a partir de 1800. Em 1797, são criadas as companhias de caçadores dos regimentos de infantaria do Exército Português que, em 1808, dão origem a batalhões independentes de caçadores, os quais ficarão conhecidos pela sua habilidade em executar tiro de precisão a grandes distâncias, criando o moderno conceito de sniper ou atirador especial.
As unidades de caçadores dos vários exércitos atuam quase sempre como forças destacadas do corpo principal do exército - composto por unidades de infantaria de linha - para realizarem operações de exploração e de flanqueamento. Os caçadores combatem em formação dispersa, dispondo-se em linhas de atiradores, abrigados atrás de montes, árvores e outros obstáculos, para flagelar as tropas inimigas com tiros de precisão a longa distância. Paralelamente aos caçadores, alguns exércitos mantêm unidades de atiradores, com características semelhantes às daqueles, mas dotadas de menor autonomia, operando normalmente junto à infantaria de linha. Durante o século XIX, parte das unidades de caçadores de alguns exércitos irão transformar-se em tropas especializadas na guerra de montanha, sendo algumas treinadas em alpinismo.
No século XX, muitos exércitos continuaram a manter unidades de caçadores ou equivalentes. No entanto, em alguns deles, a designação "caçadores" tornou-se meramente histórica, já que a generalização das táticas de infantaria ligeira a toda a infantaria fez com que estas já não se distinguissem, na prática, das unidades de infantaria de linha. Contudo, em alguns exércitos, os caçadores continuaram a ser tropas de infantaria ligeira, com características distintas das restantes unidades de infantaria. Hoje em dia, a designação "caçadores" é dada em alguns exércitos a tropas com determinadas especialidades ou funções especiais, como operações de montanha, paraquedismo, guerra na selva, operações especiais ou polícia militar.

## Caçadores em vários países

### Alemanha

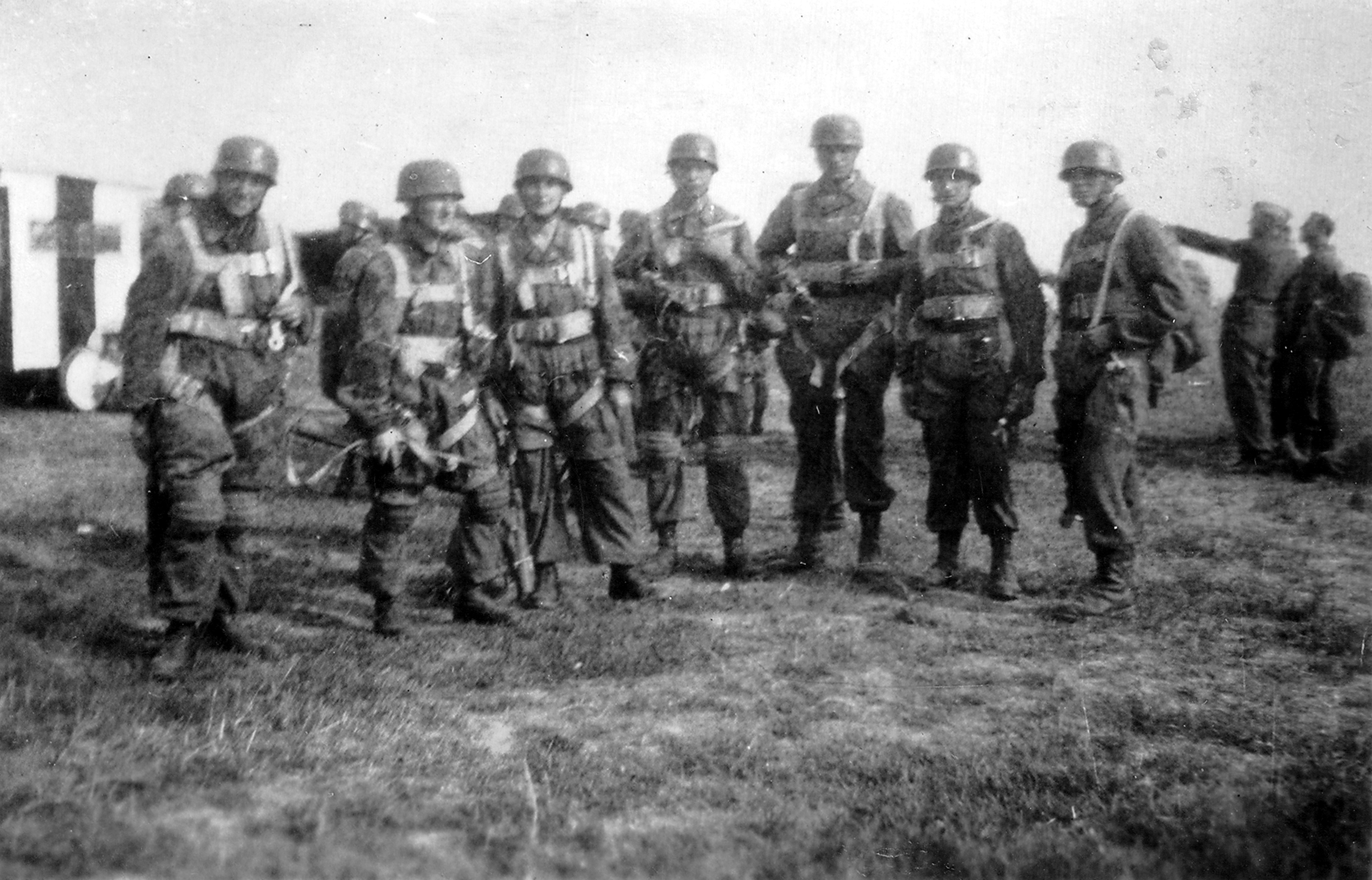
Caçadores paraquedistas alemães, durante a Segunda Guerra Mundial.

Os Jäger (caçadores) - juntamente como os Füsiliere (fuzileiros) e os Schützen (atiradores) - constituiam tradicionalmente a infantaria ligeira da Alemanha, desde o século XVII. 
Até aos estágios iniciais da Primeira Guerra Mundial, os batalhões de Jäger mantiveram a sua função tradicional de exploradores e escaramuçadores, atuando frequentemente em conjunto com unidades de cavalaria. Com a passagem à guerra de trincheiras, os Jäger passaram a atuar como a normal infantaria de linha, ainda que algumas unidades daquele tipo tenham dado origem posteriormente a unidades de elite de Stosstruppen (tropas de choque), especialistas em raids contra posições inimigas. Paralelamente, foram desenvolvidas unidades de Jäger esquiadores de montanha e ciclistas. Depois da Guerra, todas as unidades de Jäger foram extintas ou transformadas em regimentos de infantaria de linha.
Com a constituição da Wehrmacht (Força de Defesa) em 1935, a designação "Jäger" foi recuperada e atribuída a vários tipos de unidades dos vários ramos das novas forças armadas alemãs. Durante a Segunda Guerra Mundial existiram unidades de Jäger (caçadores), de Gebirgsjäger (caçadores de montanha), Hochgebirgs-Jäger (caçadores de alta montanha), Fallschirmjäger (caçadores paraquedistas),  Luftwaffen-Jäger (caçadores da força aérea), Skijäger (caçadores esquiadores), Panzerjäger (caçadores de blindados), Karstjäger (caçadores de carste) e Feldjäger (caçadores de campanha, com função de polícia militar).
A atual Bundeswehr (Força de Defesa Federal) mantém unidades de Jäger (infantaria ligeira especializada em combate em áreas urbanizadas, terrenos difíceis e operações aeromóveis), Fallschirmjäger (infantaria paraquedista), Gebirgsjäger (infantaria ligeira de montanha) e Feldjäger (polícia militar).

### Argentina
No Exército Argentino, os cazadores de montaña (caçadores de montanha) e os cazadores de monte (caçadores de monte) são as forças especiais vocacionadas, respetivamente, para o combate em áreas montanhosas e em savanas e áreas arborizadas (conhecidas por "montes" na Argentina). São mantidas duas companhias de cada um daqueles tipos de caçadores.

### Áustria
O Exército do Império Austríaco incluiu até à Primeira Guerra Mundial regimentos de Tiroler Kaiserjägers (caçadores tiroleses do Imperador) levantados inicialmente em 1801 e compostos por Alemães do Tirol, bem como batalhões de Feldjägers (caçadores de campanha) compostos por elementos recrutados nas diversas regiões do Império (alemães, húngaros, boémios, galicianos e bósnios). Os Jägers austríacos usavam tradicionalmente um uniforme cinzento, com vivos verdes e uma espécie de chapéu de coco com um penacho de penas verdes. Em vez do chapéu de coco, os Jägers bósnios usavam um fez.
No atual Exército Federal da Áustria, "Jägers" é a designação genérica das unidades e soldados de infantaria. As excepções são a infantaria mecanizada designada como "Panzergrenadieren" (granadeiros blindados) e o batalhão da guarda (Gardebataillon).

### Bélgica
A Componente Terrestre das Forças Armadas da Bélgica integra três unidades com a designação "caçadores". Existem o Regimento de Caçadores das Ardenas, o 1º Regimento de Caçadores a Cavalo e o 2º/4º Regimento de Caçadores a Cavalo. Hoje em dia, estas designações são meramente históricas, sendo a primeira unidade um batalhão de infantaria mecanizada e as restantes dois batalhões de reconhecimento mecanizado.

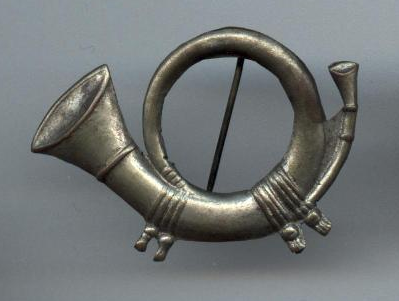
Distintivo de Caçadores do Exército Brasileiro.
A trompa de caça é o emblema tradicional das tropas de caçadores em vários países.

### Brasil
No Brasil, os três primeiros Batalhões de Caçadores foram criados pelo Decreto de 13 de outubro de 1822, que determinou que os três Batalhões de Fuzileiros da Guarnição da Corte assim passassem a denominar-se. Iniciava o Decreto: “Mostrando a experiência que as Tropas Ligeiras são as mais análogas ao local, e systema de defeza desta Província...”

Esse tipo de tropa foi bastante usado no país, devido o Brasil não possuir potenciais inimigos externos; sendo as forças armadas empregadas principalmente em operações de defesa interna.

Com a segunda guerra mundial as unidades de Caçadores foram todas transformadas em de infantaria; permanecendo a designação apenas na tradição de alguns batalhões.

Recentemente, esse termo passou a denominar o combatente especialista em tiro de precisão do Exército; o qual em geral atua em dupla e é responsável por emboscar e inquietar a tropa inimiga.

### Dinamarca
O Jægerkorpset (Corpo de Caçadores) é a unidade de forças especiais do Exército Dinamarquês. A unidade é a herdeira histórica do Corpo de Caçadores da Zelândia, criado em 1785. Atualmente, integra cerca de 150 militares altamente treinados, especializados em contra-terrorismo, demolições, paraquedismo, natação de combate, infiltrações, sabotagem e reconhecimento.

### Estados Unidos
Em 1808, o Exército dos Estados Unidos criou seu primeiro Regimento de Riflemen. Durante a guerra de 1812, mais três "Rifle Regiments" foram criados, mas foram dissolvidos após a guerra. O "Rifle Regiment" foi dissolvido em 1821.
Na Guerra Mexicano-Americana, o coronel Jefferson Davis criou e liderou os "Mississippi Rifles".
Os "riflemen" foram listados como separados da infantaria até a Guerra Civil Americana.
Durante a Guerra Civil, regimentos de "sharpshooters" foram criados no Norte com várias companhias sendo criadas por estados individuais para seus próprios regimentos.
No Corpo de Fuzileiros Navais dos Estados Unidos, a Military Occupational Specialty (MOS) 0311 é para "riflemen". É o código MOS de infantaria primário para o Corpo de Fuzileiros Navais, equivalente ao MOS 11B do Exército dos Estados Unidos para Infantaria. O treinamento para "riflemen" dos fuzileiros navais é realizado na U.S. Marine Corps School of Infantry e o treinamento para "riflemen" do Exército dos EUA é conduzido na United States Army Infantry School.

### Finlândia
Durante a Primeira Guerra Mundial, cerca de 2000 voluntários finlandeses alistaram-se no Exército Alemão, formando o 27º Batalhão prussiano de Jägers (caçadores). Mais tarde, os Jägers desse batalhão lutaram ao lado dos "Brancos" na Guerra Civil Finlandesa. A atual Jääkäriprikaati (Brigada de Caçadores) do Exército da Finlândia herda as tradições daquele batalhão. Esta brigada é uma unidade especializada em guerra no Ártico.
O Exército da Finlândia mantém também o Regimento de Guardas Caçadores, uma unidade especializada em combate em áreas urbanizadas, com a função de assegurar a defesa da capital finlandesa. Para além destas funções, o regimento também tem funções cerimoniais.
Além das anteriores, é também mantido o Regimento de Caçadores de Uti. Esta unidade é vocacionada para a realização de operações especiais e aeromóveis. Além das subunidades de apoio, inclui um batalhão de helicópteros, um batalhão de caçadores aerotransportados e um batalhão de caçadores especiais. O batalhão de caçadores especiais inclui os caçadores paraquedistas.

### França

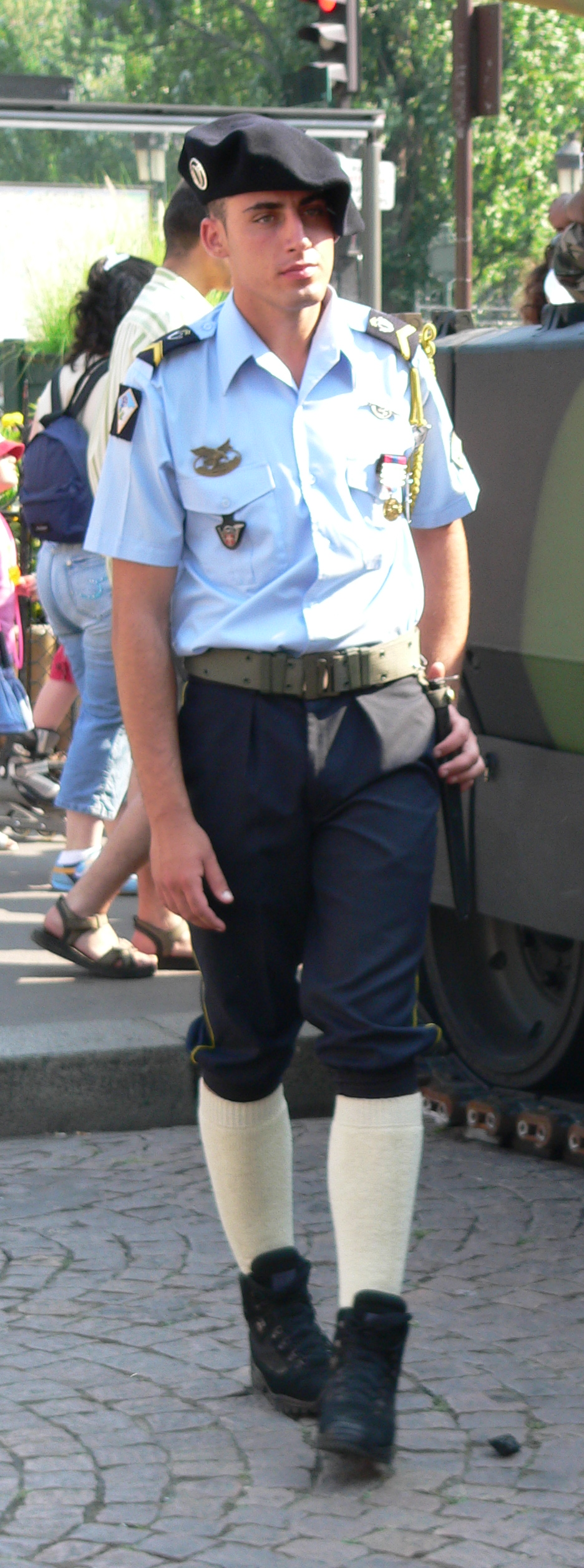
Atual caçador alpino francês, com a tradicional farda de gala e a boina azul de grandes dimensões.

No Exército Francês, os chasseurs à pied (caçadores a pé), chasseurs à cheval (caçadores a cavalo) e chasseurs alpins (caçadores alpinos) são as tropas tradicionais, respetivamente, de infantaria ligeira, de cavalaria ligeira e de infantaria de montanha.
Em 1743, a França criou os Chasseurs de Fischer (Caçadores de Fischer), a primeira unidade com esta designação e que consistia num corpo de franco-atiradores do Exército Real composto por 400 soldados de infantaria e 200 de cavalaria. Em 1761, esta unidade transforma-se nos Caçadores Dragões de Conflans, um corpo misto de 800 efetivos. Na mesma época, são criadas outras unidades de tropas ligeiras como os Arcabuzeiros de Grassin, os Fuzileiros de Molière, os Voluntários de Gantès, os Voluntários Bretões, os Voluntários do Delfinado, os Voluntários de Hainaut e os Voluntários Reais. Todas estas unidades são transformadas em seis legiões de tropas ligeiras, cada uma compreendendo oito companhias de dragões, oito de fuzileiros e uma de granadeiros. Em 1776, em cada um dos 108 regimentos de infantaria de linha é criada uma companhia de caçadores, através da incorporação das tropas ligeiras das várias legiões. Em 1779, são criados regimentos de chasseurs à cheval (caçadores a cavalo), empregues em operações de reconhecimento, com características muito semelhantes às dos hussardos. Para além disso, a partir de 1784, são criados batalhões independentes de chasseurs à pied (caçadores a pé), os quais usam um uniforme distintivo de cor verde floresta e um emblema na forma de uma trompa de caça. 
Depois da Revolução Francesa, em 1796, são criadas as semibrigadas de infantaria ligeira que absorvem as unidades de caçadores. Estas semibrigadas incluem 12 companhias de caçadores (em vez dos fuzileiros das semibrigadas de infantaria de linha), apoiadas por companhias de carabineiros (em vez dos granadeiros) e de voltigeurs. Com Napoleão, estas brigadas serão transformadas em regimentos de infantaria ligeira. Napoleão cria também os regimentos de caçadores e de fuzileiros-caçadores da Guarda Imperial.
A partir de 1838, os caçadores a pé organizam-se novamente em batalhões independentes, agora equipados com as novas carabinas estriadas e sabre-baioneta. Manterão a tradicional organizações em batalhões até à atualidade.
Durante os séculos XIX e XX, para além dos originais chasseurs à pied e chasseurs à cheval serão criadas unidades de chasseurs mais especializados. Assim, em 1830, durante a conquista da Argélia, são levantados os regimentos de chasseurs d'Afrique (caçadores de África), unidades de cavalaria ligeira compostas inicialmente por soldados da cavalaria regular francesa. Mais tarde, passarão a ser unidades recrutadas de entre os colonos franceses na Argélia, em contraste com os regimentos de Spahis recrutados de entre os indígenas do Norte de África. Em 1888, perante a possibilidade da ocorrência de guerra na montanha, doze batalhões de chasseurs à pied são transformados em chasseurs alpins, especializando-se naquele tipo de guerra. Em 1943, em plena Segunda Guerra Mundial, são criados os chasseurs parachutistes (caçadores paraquedistas), a partir de unidades de infantaria do Exército do Ar Francês.
Hoje em dia, o Exército de Terra Francês continua a manter unidades de vários tipos de chasseurs, algumas delas mantendo o título apenas por tradição, já que na prática deixaram de se distinguir das unidades de linha. São os casos dos batalhões de chasseurs à pied que são agora unidades de infantaria de linha e dos regimentos de chasseurs à cheval e de chasseurs d'Áfrique que são unidades de carros de combate ou de reconhecimento mecanizado. Os batalhões de chasseurs alpins e os regimentos de chasseurs parachutistes continuam a ser unidades especializadas, respetivamente, na guerra de montanha e em paraquedismo. Por tradição, as unidades de chasseurs à pied e de chasseurs alpins continuam a designar-se "batalhões" e não "regimentos" como as restantes unidades do Exército de Terra Francês, ainda que tenham a mesma dimensão e organização destas. Os chasseurs à pied e os chasseurs alpins continuam a usar as tradicionais boinas de cor azul com a corneta de caça, sendo as boinas dos chasseurs alpins de grande dimensão.

### Itália
Os Bersaglieri são as tradicionais tropas de infantaria ligeira de elite do Exército Italiano, correspondentes aos caçadores de outros exércitos. No passado, na Itália, também existiram unidades de infantaria ligeira designadas "cacciatori" (caçadores).

### Noruega
Nas Forças Armadas da Noruega, os Jeger (caçadores) são forças especiais de vários tipos. O Hærens Jegerkommando (Comando de Caçadores do Exército) é a unidade especializada em operações de comandos, aerotransportadas e de contra-terroristmo do Exército.  O Marinejegerkommandoen (Comando de Caçadores da Marinha) é uma unidade de forças especiais vocaionada para a atuação em áreas marítimas. O Kystjegerkommandoen (Comando de Caçadores Costeiros) é a força de infantaria naval da Noruega. A Jegerkompaniet (Companhia de Caçadores) é a unidade de forças especiais do Exército vocacionada para as operações no Ártico.

### Portugal
Os caçadores constituíram as tropas de infantaria ligeira de elite do Exército Português, durante o século XIX, ficando mundialmente famosos pela sua atuação na Guerra Peninsular. 
A primeira unidade de tropas do tipo do que viriam a ser os caçadores foi o Regimento de Voluntários Reais (RVR) criado em 1762 pelo Conde de Lippe, durante a Guerra Fantástica. Este regimento era uma unidade especial vocacionada para a realização de operações de guerrilha, de infiltração e sabotagem no interior do território inimigo, sendo composta por tropas de cavalaria e infantaria ligeiras, que fardavam já uniformes castanhos como os que viriam a ser mais tarde adoptados pelos caçadores. No Ultramar Português, seriam criadas unidades do mesmo tipo como as legiões de voluntários reais de São Paulo, Brasil e de Pondá, Índia Portuguesa. O RVR seria extinto passado pouco tempo, mas, em 1796, voltaria a ser criada uma unidade com características semelhantes, sob a forma da Legião de Tropas Ligeiras.

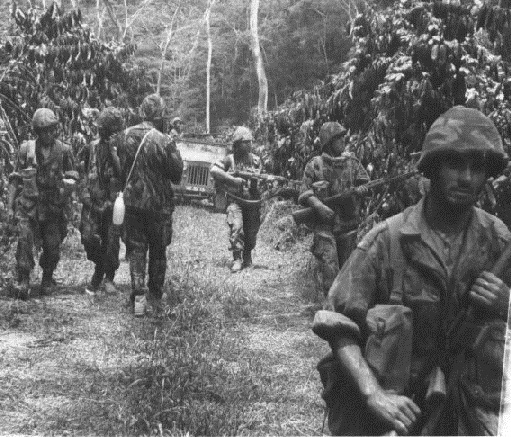
Caçadores especiais em Angola, no início da Guerra do Ultramar.

Os caçadores serão criados em 1797, na sequência da experiência obtida na Campanha do Rossilhão. Cada regimento de infantaria passa então a integrar uma companhia de caçadores, de infantaria ligeira, considerada uma companhia graduada como a de granadeiros. Em 1808, já em plena Guerra Peninsular, as companhias regimentais de caçadores deixam de existir, sendo criados os batalhões de caçadores como unidades independentes. Os caçadores passam a estar uniformizados com fardas de cor castanha semelhantes às do antigo RVR. A cor castanha foi preferida à verde (adoptada pelas tropas deste tipo na maioria dos outros países), uma vez que se mostrava muito mais adequada a confundir-se no relevo da maioria das regiões de Portugal, cujo clima mais seco e árido dá origem a paisagens mais acastanhadas do que verdejantes. Cada batalhão de caçadores integrava uma companhia de atiradores (ou companhia de rifles) de elite, que deveria estar armada com carabinas estriadas (rifles) e cujos integrantes deveriam atuar como exploradores e flanqueadores. Os caçadores notabilizaram-se na Guerra Peninsular pela sua capacidade de efetuar tiro de precisão contra alvos a grandes distâncias, dando origem ao moderno conceito de sniper, sendo referidos como os seus "Galos de Combate" pelo Duque de Wellington, comandante-em-chefe do Exército Anglo-Luso. Paralelamente aos batalhões de caçadores, também em 1808, em Inglaterra é criada a Leal Legião Lusitana (LLL), uma unidade de infantaria ligeira, fardada de verde e equipada como os regimentos de rifles britânicos, composta na maioria por emigrados Portugueses, além de Britânicos e Alemães. Ao serviço do Exército Anglo-Luso a LLL também se destaca na Guerra Peninsular, sendo, no entanto, extinta em 1811, com os seus batalhões a darem origem a novos batalhões de caçadores.
Os batalhões de caçadores serão transformados em regimentos de caçadores em 1829. Entretanto, a partir de 1834, os regimentos de infantaria de linha passarão a integrar uma companhia de atiradores com características quase idênticas às dos caçadores, com excepção de não usarem uniforme castanhos e de não disporem de tanta autonomia. Paralelamente, também em 1834, os regimentos de cavalaria ligeira passam a designar-se "caçadores a cavalo". A farda da cor castanha - juntamente com o uso de um penacho verde na cobertura de cabeça (também usado pelos atiradores dos regimentos de infantaria) e o uso da trompa de caça como emblema - continuará a ser uma característica distintiva dos caçadores até 1885, altura em que é alargada a toda a infantaria. Em 1892 dá-se um passo na direção contrária ao abolir-se o uso da farda castanha no Exército Português, inclusive pelos caçadores que passam a usar um uniforme de cor azul ferrete como o das restantes unidades. Os caçadores são extintos em 1911, altura em que deixa de existir a distinção entre a infantaria de linha e os caçadores, sendo as unidades deste tipo transformadas em regimentos de infantaria.
Durante o século XX, nas Forças Armadas Portuguesas, a histórica designação "caçadores" será posteriormente recuperada e atribuída a vários tipos de unidades, com características mais ou menos semelhantes às dos antigos caçadores, nomeadamente:

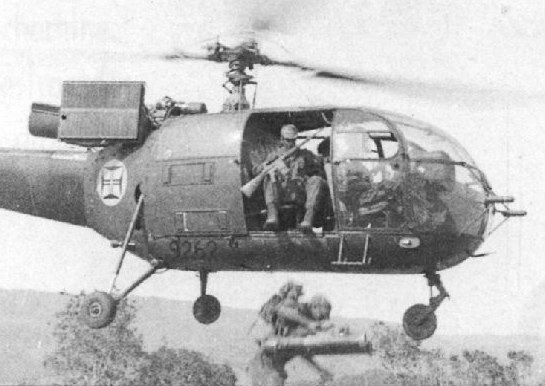
Caçadores paraquedistas num assalto a partir de um helicóptero Alouette III, durante a Guerra do Ultramar.

1. Batalhões de caçadores (na Metrópole) - batalhões reforçados de infantaria, criados em 1926, como unidades em elevado grau de prontidão, vocacionadas para a defesa avançada da fronteira, em cobertura do corpo principal do Exército;
2. Caçadores nativos - designação atribuída, a partir da década de 1930, às unidades de infantaria da guarnição normal dos diversos territórios do Ultramar Português. Estas unidades eram composta por soldados africanos, enquadrados por oficiais e graduados de origem europeia. A partir da década de 1950, o adjetivo "nativos" foi caindo em desuso, passando estas unidades a designar-se simplesmente companhias ou batalhões de caçadores;
3. Caçadores (expedicionários ao Ultramar) - designação atribuída, a partir da década de 1950, às unidades expedicionárias de infantaria ligeira, mobilizadas a título eventual nas unidades permanentes (da Metrópole ou do próprio Ultramar), para reforço da guarnição normal dos territórios ultramarinos. Estas unidades existiam apenas durante o tempo da comissão de serviços dos seus integrantes (normalmente dois anos), sendo extintas finda essa comissão e substituídas por outras. Eram criadas companhias de caçadores (CCaç) que podiam ser independentes ou integrar batalhões de caçadores (BCaç), compostos por três CCaç e uma companhia de comando e serviços. Ao longo dos 13 anos da Guerra do Ultramar foram organizados milhares de BCaç e CCaç, que constituíram o grosso das tropas do Exército. No final da Guerra, existiam nos três teatros de operações cerca de 400 CCaç e cerca de 80 comandos de BCaç. Muitas das companhias e batalhões deste tipo foram mobilizados por unidades de artilharia e de cavalaria, adoptando a designação da arma de origem, ainda que se organizassem e atuassem como infantaria;
4. Caçadores paraquedistas - designação atribuída em 1952 às novas tropas paraquedistas criadas pela Força Aérea Portuguesa. Constituiram inicialmente o Batalhão de Caçadores Paraquedistas, transformado em Regimento de Caçadores Paraquedistas em 1961. A partir de 1961, foram também criados batalhões de caçadores paraquedistas em Angola, Guiné Portuguesa e Moçambique, que tomaram parte ativa na Guerra do Ultramar. Em 1975, a designação "caçadores paraquedistas" foi abolida e substituída pela de "tropas paraquedistas";
5. Caçadores especiais - designação das tropas de operações especiais organizadas, a partir de 1960, no Centro de Instrução de Operações Especiais e que também ficaram conhecidas por "Rangers". Considerando-se herdeiros dos antigos caçadores da Guerra Peninsular, adoptaram uma boina castanha da cor tradicional da farda daquelas tropas, com a tradicional corneta de caça como emblema. Além de terem sido as primeiras tropas do Exército Português a usarem boina, foram também as primeiras a usarem um uniforme camuflado. Várias companhias de caçadores especiais (CCE) combateram no início da Guerra do Ultramar, sendo as unidades do Exército melhor preparadas para a luta antiguerrilha. Em 1963, foi decidido alargar-se a formação em contrassubversão e contraguerrilha a todas as unidades do Exército enviadas para o Ultramar, sendo descontinuadas as CCE. Simultaneamente generalizou-se o uso da boina castanha a quase todas as unidades, tornando-se a boina padrão do Exército Português. Posteriormente foram criadas as unidades de comandos, com características muito semelhantes às das antigas CCE.

A designação "caçadores" foi abolida do Exército Português em 1975, altura em que os batalhões de caçadores ainda existentes foram extintos ou redesignados "batalhões de infantaria" ou "regimentos de infantaria". O Batalhão de Caçadores n.º 5 continuou a existir formalmente até 1988, mas apenas como um órgão para apoio administrativo às comissões liquidatárias das regiões e comandos militares em extinção. Hoje em dia, o Regimento de Infantaria n.º 19 mantém-se como a única unidade resultante da transformação de um antigo batalhão de caçadores.

### Países Baixos
As Reais Forças Terrestres dos Países Baixos mantém duas unidades com o título histórico de "Jagers" (caçadores). O Garderegiment Grenadiers en Jagers (Regimento da Guarda de Granadeiros e Caçadores), resulta da fusão dos antigos regimentos de granadeiros e de caçadores da guarda, consistindo atualmente num batalhão de infantaria aeromóvel, no qual duas companhias mantêm as tradições dos granadeiros e as outras duas dos caçadores. Já o Regiment Limburgse Jagers (Regimento de Caçadores de Limburgo) consiste num batalhão de infantaria mecanizada.

### Reino Unido

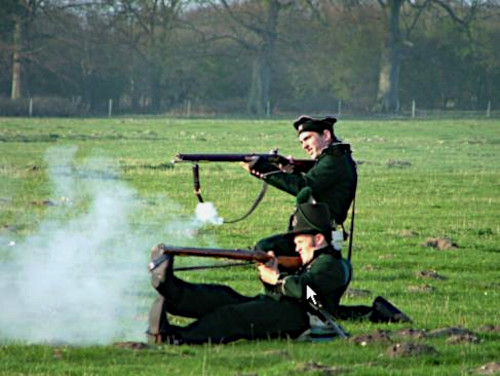
Recriação da execução de tiro em várias posições por soldados do 95º Regimento de Rifles, durante as Guerras Napoleónicas.

No âmbito das Guerras contra os Índios e os Franceses e como parte das milícias coloniais da América do Norte, em 1755, os Britânicos levantam uma companhia independente de infantaria ligeira comandada pelo major Robert Roger, que ficará conhecida como os "Rangers" (significando "guardas florestais" em inglês). Os Rangers de Roger irão notabilizar-se pelo uso de táticas de guerrilha semelhantes às dos índios, sendo especialmente eficientes em operações de reconhecimento e de infiltração no interior do território inimigo para atacar objetivos distantes. A designação "Rangers" irá ser recuperada na Segunda Guerra Mundial, pelo Exército dos EUA, para designar as suas forças especiais. Os Rangers de Roger e outras unidades semelhantes estavam armados com armas estriadas ("rifles" em inglês). Depois destas unidades de caráter eventual, em 1800, o Exército Britânico começará formar unidades regulares de infantaria ligeira designadas "rifles". Os soldados destas unidades (riflemen) estavam todos armados com armas estriadas (rifles) e usavam uniformes verdes contrastantes com os normais uniformes vermelhos britânicos.
Na segunda metade do século XIX, com a generalização das táticas de infantaria ligeira a todas as unidades de infantaria, os regimentos de rifles foram perdendo as suas funções especializadas, transformando-se em unidades de infantaria normais. Mantiveram, contudo as suas tradições, como a do uso de um uniforme cerimonial de cor verde. Ao longo do século XX, os diversos regimentos de rifles e de infantaria ligeira do Exército Britânico foram sendo sucessivamente fundidos, dando finalmente origem a um único regimento, criado em 2007 e designado "The Rifles".
Desde 1923, todos os soldados de infantaria do Exército Britânico são oficialmente designados "riflemen".

### Roménia
Os vânători de munte (caçadores de montanha) são as tropas especializadas em operações em áreas montanhosas das Forças Terrestres da Roménia. Atualmente, existem as brigadas 2 e 61 de caçadores de montanha.

### Suécia
Os Jägare (caçadores) são as forças de operações especiais das Forças Armadas da Suécia. Existem os Fallskärmsjägarna (caçadores paraquedistas), os Fjälljägarna (caçadores do Ártico) e os Kustjägarna (caçadores costeiros).